# Našiměřice
Našiměřice är en ort i Tjeckien.   Den ligger i regionen Södra Mähren, i den sydöstra delen av landet, 190 km sydost om huvudstaden Prag. Našiměřice ligger 216 meter över havet och antalet invånare är 211.
Terrängen runt Našiměřice är huvudsakligen platt, men norrut är den kuperad. Runt Našiměřice är det ganska glesbefolkat, med 34 invånare per kvadratkilometer. Närmaste större samhälle är Ivančice, 14,8 km norr om Našiměřice. Trakten runt Našiměřice består till största delen av jordbruksmark.